# Fishguard

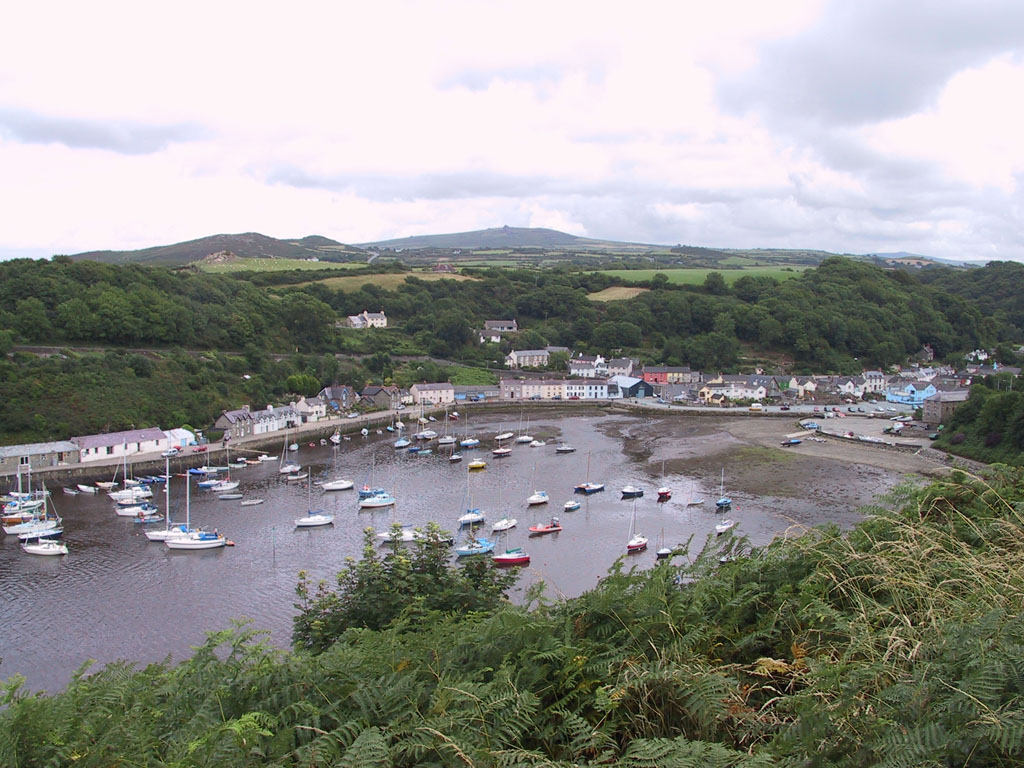
Port de Fishguard.

Fishguard (gal·lès: Abergwaun) és una vila costanera gal·lesa en el nord del comtat de Pembrokeshire, al costat de la boca del riu Gwaun i la Badia de Cardigan. Segons el cens de 2001 Fishguard té una població de 3.193 habitants.
El seu nom significa Jardí de Peixos en l'idioma noruec antic. El seu nom gal·lès, Abergwaun, es tradueix com A l'Estuari del Riu Gwaun.
El 23 de febrer de 1797 Fishguard va ser envaït per França. Va ser l'última vegada que Gran Bretanya ha estat envaït.
El port de transbordadors de Fishguard, a l'oest de la vila en el llogaret de Goodwick, té una línia a Rosslare en el Comtat de Wexford a Irlanda.